# Oxira subdolens
Oxira subdolens är en fjärilsart som beskrevs av Butler 1881. Oxira subdolens ingår i släktet Oxira och familjen nattflyn. Inga underarter finns listade i Catalogue of Life.